# Резервуар морський

Типовий морський (придонний) резервуар нафти, включає переважно посилену гравітаційну структуру приблизно 56 метрів діаметром та висотою 27 метрів.

Резервуар морський (рос. резервуар морской; англ. sea oil tank, offshore storage tank; нім. Offshore-Tank m) — резервуар для збирання і зберігання нафти на морських родовищах.

## Різновиди
РЕЗЕРВУАР ШЕЛЬФОВИЙ ДЛЯ ЗБЕРІГАННЯ НАФТИ (рос. резервуар шельфовый для хранения нефти; англ. offshore oil storage tank; нім. Offshoreerdöltank m) — елемент комплексу шельфових устатковань; відіграє важливу роль при видобуванні, зберіганні і транспортуванні нафти із шельфового нафтового родовища; використовується для того, щоб навіть за поганої погоди і неможливості завантаження танкерів видобування продовжувалось у стабільному режимі.